# Keiičiró Nagašima
Keiičiró Nagašima (japonsky 長島 圭一郎, Nagašima Keiičiró; * 20. dubna 1982 Ikeda) je japonský rychlobruslař.
Prvních závodů Světového poháru se zúčastnil na konci roku 2004, na Zimní univerziádě 2005 získal v závodě na 500 m zlatou medaili. V roce 2006 se poprvé představil na Mistrovství světa ve sprintu (22. místo), na Zimních olympijských hrách 2006 se umístil na 13. (500 m) a 32. (1000 m) místě. Stříbrnou medaili získal na světovém sprinterském šampionátu 2009, o rok později vybojoval bronz. Ze zimní olympiády 2010 si přivezl stříbro ze závodu na 500 m, na dvojnásobné distanci dobruslil na 37. místě. Na Mistrovství světa ve sprintu 2013 skončil na 21. místě. Zúčastnil se Zimních olympijských her 2014, kde se v závodě na 500 m umístil na 6. místě.